# John Pedersen (projetista de armas)

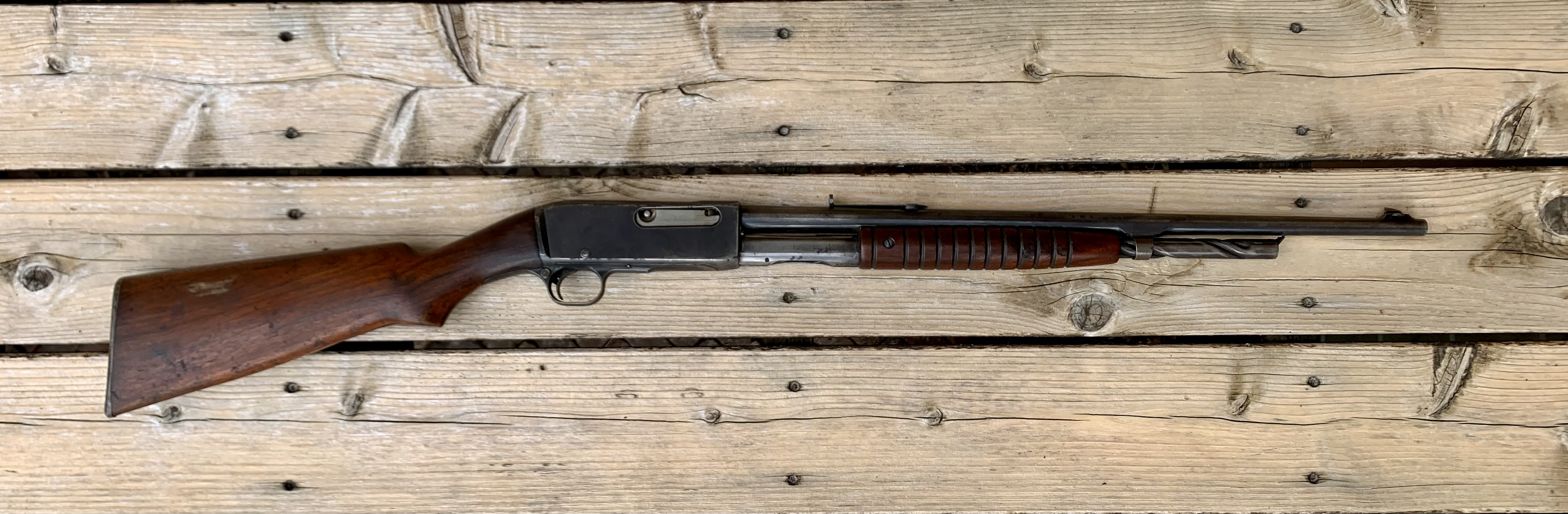
Carabina de ação deslizante Remington Modelo 14 em .25 REM, data de fabrico 1914. Vista do lado direito.

John Douglas Pedersen (21 de maio de 1881 Grand Island, Nebraska — 23 de maio de 1951 (70 anos) Cottonwood, Arizona), foi um prolífico projetista de armas que trabalhou para a Remington Arms e, mais tarde, para o Governo dos Estados Unidos. O famoso designer de armas John Moses Browning disse ao major-general Julian S. Hatcher do Exército dos Estados Unidos que Pedersen "foi o maior designer de armas do mundo".

## Início de carreira
Pedersen é mais conhecido pelo seu "Pedersen device" de 1918 que converteu um fuzil M1903 Springfield militar padrão em uma arma semiautomática de calibre de pistola.
Ele projetou várias armas esportivas de sucesso para a Remington, incluindo a nova pistola Model 51, a escopeta por ação de bombeamento Model 10 e os rifles por bombeamento "Models" 12, 14 e 25. Ele colaborou com John Browning para projetar a escopeta por bombeamento Model 17. A "Model 17" era uma escopeta de calibre 20 muito bem desenhada que mais tarde foi reprojetada e fabricada em três formas de grande sucesso: a Remington Model 31, a Browning BPS e a Ithaca 37.
Pedersen projetou duas bem recebidas armas de fogo militares dos EUA do século XX. Sua pistola automática calibre .45, baseada no mesmo projeto do "Model 51", foi aceita pelo Conselho da Marinha para produção, mas a Primeira Guerra Mundial interveio e a Remington se preparou para produzir o M1911. Ele também projetou uma alternativa competitiva para o fuzil M1 Garand. Seu projeto utilizou um bloqueio de alternância e cartuchos encerados patenteados. O Garand foi selecionado em seu lugar. Seu "rifle Pedersen" também foi testado por britânicos e japoneses entre a Primeira e a Segunda Guerra Mundial, mas não foi adotado. A munição que ele desenvolveu, a ".276 Pedersen" (7×51mm) encerada, era um cartucho experimental de 7 mm desenvolvido para o Exército dos EUA e usado no rifle Pedersen.
Pedersen recebeu 69 patentes listando sua casa como Wyoming, e outras listando Colorado e o estado de Nova York.

## Segunda Guerra Mundial
Durante os primeiros dias do envolvimento dos Estados Unidos na Segunda Guerra Mundial, Pedersen formou uma empresa com a família Irwin, proprietária de empresas de fabricação de móveis de sucesso em Grand Rapids, Michigan. A "Irwin-Pedersen Arms Company" naquela cidade foi capitalizada em $ 1.000.000,00, pelos irmãos Robert e Earl Irwin. Principalmente por meio dos contatos de Pedersen no "US Army Ordnance Department", a "Irwin-Pedersen Arms Company" recebeu um contrato para fabricar mais de 100.000 carabinas M1 a serem produzidas a uma taxa de 1.000 por dia após a fábrica de Grand Rapids ser preparada e em plena produção.
Infelizmente, devido a uma gestão deficiente e uma série de outras dificuldades, a empresa não conseguiu atingir a produção em massa e produziu pouco mais de 3.500 Carabinas M1. Nenhuma dessas carabinas atendeu aos padrões do "Ordnance Department" e, portanto, nenhuma foi aceita para os militares. Em março de 1943, o "Ordnance Department" cancelou o contrato que tinha com a Irwin-Pedersen Arms Company. As instalações de produção da Irwin-Pedersen foram adquiridas por outro empreiteiro, a Saginaw Steering Gear Division da General Motors, em 1 de abril de 1943. Hoje, as carabinas Irwin-Pedersen M-1 estão entre as versões mais raras da carabina M1 e, como tal, as carabinas "I-P" geralmente comandam preços premium nos círculos de colecionadores.

## Legado
Os designs esportivos de Pedersen para a Remington são altamente considerados hoje e valorizados por atiradores e colecionadores.
Muitos dos esforços militares americanos de Pedersen foram frustrados pelo destino. Embora a Marinha recomendasse a adoção de seu design de pistola .45, a eclosão da Primeira Guerra Mundial levou o design a ser arquivado em favor da pistola M1911 já em produção para o Exército. Sua invenção mais famosa, o "Pedersen device", nunca teve a chance de afetar significativamente as batalhas na Frente Ocidental durante a Primeira Guerra Mundial: a guerra terminou antes que pudesse ser fabricado em quantidade e enviado à França para equipar o Exército americano (apenas 65.000 foram produzidos da produção planejada de 500.000). Na década de 1920, a "U.S. Army Ordnance" selecionou seu cartucho .276 Pedersen para substituir o .30-06 no rifle de infantaria e testou o rifle semiautomático exclusivo de Pedersen em competições no Aberdeen Proving Ground. O "rifle Pedersen" perdeu para o rifle desenhado por John C. Garand. O General MacArthur mais tarde vetou a adoção do .276 Pedersen como o novo cartucho de infantaria. O General Patton possuía uma Remington Model 51 e era considerada sua arma preferida, com a qual é visto em muitas fotos da época usando-a como sua arma pessoal. Durante a Segunda Guerra Mundial, as tentativas de John Pedersen, por meio da "Irwin-Pedersen Arms Company", de produzir em massa Carabinas M1 para os militares dos EUA falharam.

## Vida pessoal
Em 28 de março de 1921 Pedersen se casou com Reata Canady em Provo, Utah; os Pedersen tiveram dois filhos, Eric e Kristi-Ray. Em algum momento não conhecido, eles se divorciaram. Em 1946 Pedersen casou-se novamente, com Christine J. Loomis Bond, uma viúva, que era superintendente de enfermagem em um hospital onde Pedersen pode ter sido um paciente recebendo tratamento para tuberculose. Na época de seu casamento, ele tinha 65 anos; sua nova esposa tinha 33 anos. O casamento aconteceu em Concord, New Hampshire. Na época de sua morte, aos 70 anos, Pedersen morava em Blandford, Massachusetts, um subúrbio de Springfield, lar do "Springfield Armory" e do rifle Springfield. Não se sabe se sua residência ali tinha alguma conexão com o arsenal. Normalmente, porém, Pedersen estava viajando quando morreu, de um ataque cardíaco, enquanto em Cottonwood, condado de Yavapai, Arizona, perto de Prescott, onde os Pedersen viveram por um tempo antes em suas vidas. Reata Pedersen morreu em 1969 em San Diego, aos 85 anos.

### Biografia
- A maior parte das informações sobre a Irwin-Pedersen Arms Company veio do livro de Larry L. Ruth: "War Baby! The U.S. Caliber .30 Carbine," Collector Grade Publications, Cobourg, Ontário, Canadá 2001. ISBN 0-88935-117-1
- As informações sobre a história da família de Pedersen vêm de registros familiares, fotografias, pinturas a óleo, pesquisa genealógica, certidões de óbito e outros documentos em posse da neta de Pedersen.